# Juan Armando Benavídez Rodríguez
Juan Armando Benavídez Rodríguez   (Tucumán, 20 de setembre de 1927 - Màlaga, 31 de juliol de 2005) fou un futbolista argentí de la dècada de 1950.
S'inicià al CA Tucumán, club de la seva regió natal, i el 1946 defensà els colors d'Estudiantes de La Plata. Entre 1947 i 1950 fou fitxat pel club de Rosario Newell's Old Boys. Però on més destacà fou a San Lorenzo de Almagro, on jugà entre 1951 i 1955. En total disputà 131 partits i marcà 69 gols. Fou golejador del campionat de 1953 amb 22 gols. Durant aquesta etapa fou un cop internacional amb la selecció argentina, l'any 1951.
El 1955 va ser contractat per l'Atlètic de Madrid, club que el presentà davant l'afició con el nou Di Stefano. Fou presentat en un partit davant el Botafogo brasiler, on jugaven homes com Didí, Juvenal, Danilo, Nilton Santos i un jove Garrincha. El partit es disputà el 19 de maig de 1955. Benavídez, baix de forma, feu un mal partit i fou substituït al descans, davant les crítiques del públic. Benavídez retornà els diners cobrats i retornà a Buenos Aires. Finalment fitxà pel RCD Espanyol, on tot i ser veterà, 28 anys, jugà durant tres temporades a un bon nivell. Els dos anys següents els jugà al Granada CF i els darrers els jugà al CD Málaga, on es retirà del futbol.